# Здание парламента (Кейптаун)
Здание парламента Южно-Африканской Республики расположено в Кейптауне. Здание состоит из трёх основных частей: первоначального здания, построенного в 1884 году, и пристроек, построенных в 1920-х и 1980-х годах. В более новых пристройках находится Национальная ассамблея (нижняя палата двухпалатного парламента ЮАР), а в первоначальном здании находится Национальный совет провинций (верхняя палата парламента).
Первоначальное здание парламента было спроектировано в неоклассическом стиле с элементами капско-голландской архитектуры. Более поздние пристройки были спроектированы так, чтобы гармонировать с первоначальным зданием. Здания парламента были объявлены объектом национального наследия Южноафриканским агентством ресурсов наследия (SAHRA) и получили статус национального наследия 1 степени — наивысшую оценку, установленную SAHRA .
Здание парламента сильно пострадало в результате крупного пожара, вспыхнувшего 2 января 2022 года.

## История

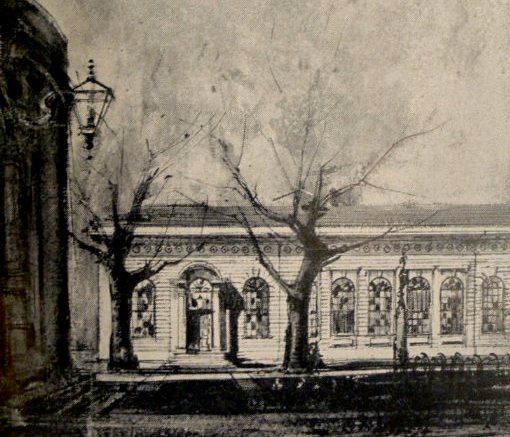
Масонская ложа, которая служила местом проведения второго Капского парламента.

Королева Виктория дала разрешение на создание парламента в Капской колонии в 1853 году. Первые заседания прошли в резиденции губернатора Тюйнхейс, после чего заседания прошли в масонской ложе Гёде Хооп. Это здание использовалось южноафриканскими масонами  (Их ложа называлась de Goede Hoop). Тогдашняя верхняя палата размещалась в старом здании Верховного суда, которое само по себе было ложей рабов под властью VOC.

## Первоначальное здание парламента

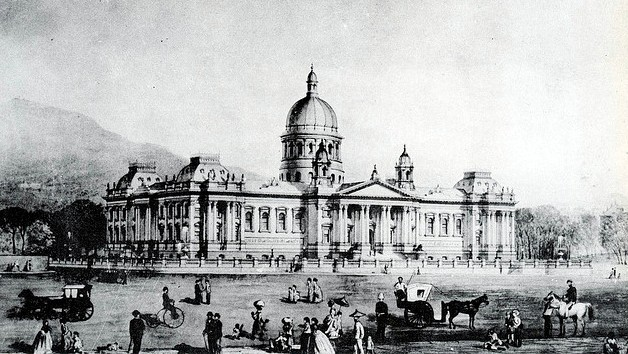
Первоначальный тщательно продуманный план Фримена для нового парламента.

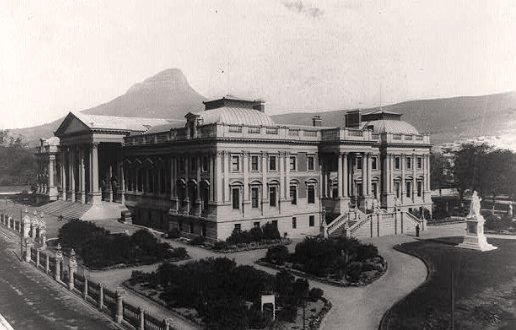
Окончательное построенное здание парламента (без статуй, купола и фонтанов)

Депутаты отметили, что здание масонской ложи было невзрачным и не вызывало уважения.
Несмотря на то, что тогдашний премьер-министр Джон Чарльз Молтено выступил против из финансовых соображений, был создан комитет по рассмотрению проектов нового здания парламента. Комитет выбрал тщательно продуманный проект архитектора Чарльза Фримена, и строительство началось 12 мая 1875 года, когда тогдашний губернатор Капской колонии Генри Баркли заложил краеугольный камень.
Почти сразу же выяснилось, что планы Фримена ошибочны. Ошибки Фримена усугублялись наличием грунтовых вод, и перерасчет бюджета показал, что фактические затраты будут во много раз превышать первоначальную цифру, предусмотренную правительством. За свою некомпетентность Фримен был уволен, а архитектором в 1876 году был назначен Генри Гривз. Планы Фримена были изменены, чтобы исключить, казалось бы, излишне дорогие элементы, такие как центральный купол, статуи, парапеты и фонтаны.
Строительство возобновилось, но было отложено - на этот раз из-за свержения британцами правительства Кейптауна в 1878 году, последовавших за этим войн Конфедерации и, наконец, из-за банкротства строительной компании в 1883 году. Однако Гривз упорно выполнял работу, и в 1884 году относительно большое и величественное здание было наконец открыто.
Премьер-министр Капской колонии Томас Сканлен и британский губернатор Генри Робинсон возглавили церемонию открытия в здании, объявленном наконец достойным законодательного собрания страны.

## Более поздние пристройки

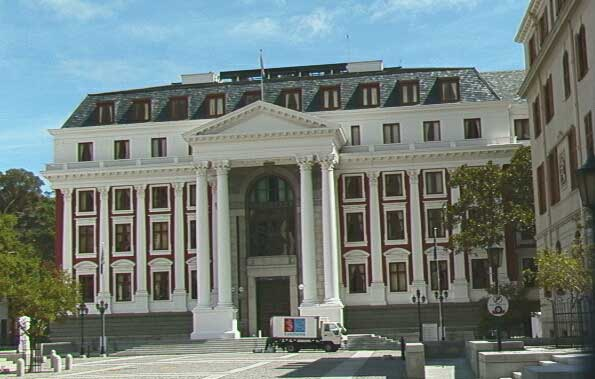
Нынешнее здание Национальной ассамблеи добавлено в 1980-х годах.

В 1920-х годах парламент поручил сэру Герберту Бейкеру построить пристройку к зданию, включая новое помещение Палаты собрания. Старая палата Ассамблеи стала Парламентской столовой, находящейся в ведении отдела общественного питания Южноафриканских железных дорог и гаваней. Дальнейшее расширение было создано в 1980-х годах, когда устройство парламента 1910 года была заменено неуклюжим новым трёхпалатным устройством, в котором были парламентские палаты для белых, цветных и индейцев. В ходе дальнейших изменений центр власти переместился из старого здания в новое крыло.

## Пожар в 2022
Утром 2 января 2022 года вспыхнул пожар в офисах на третьем этаже здания парламента и распространился на нижнюю и верхнюю палаты. Первоначально в тушении приняло участие более 35 пожарных. К утру пожарные расчеты все ещё пытались потушить огонь. Здания сильно пострадали. Сообщалось, что спринклерная система работала неправильно, а сотрудники служб охраны не дежурили .
Полиция подтвердила, что 49-летний мужчина был задержан для допроса. Впоследствии он был арестован отделом по борьбе с преступностью Hawks Priority. Сообщается, что ему были предъявлены обвинения в поджоге, взломе дома и краже в соответствии с Законом о национальных ключевых моментах, и он предстал перед судом 4 января. ПодозреваемымNew York Times назвала 49-летнего Зандила Кристмаса Мейфа, вменяемость которого была поставлена под сомнение прокуратурой. Далее The Times сообщает, что г-н Мейф был «во вторник помещен в психиатрическую больницу, чтобы определить, может ли он предстать перед судом по обвинению в терроризме и другим обвинениям».